# Nina
För andra betydelser, se Nina (olika betydelser).

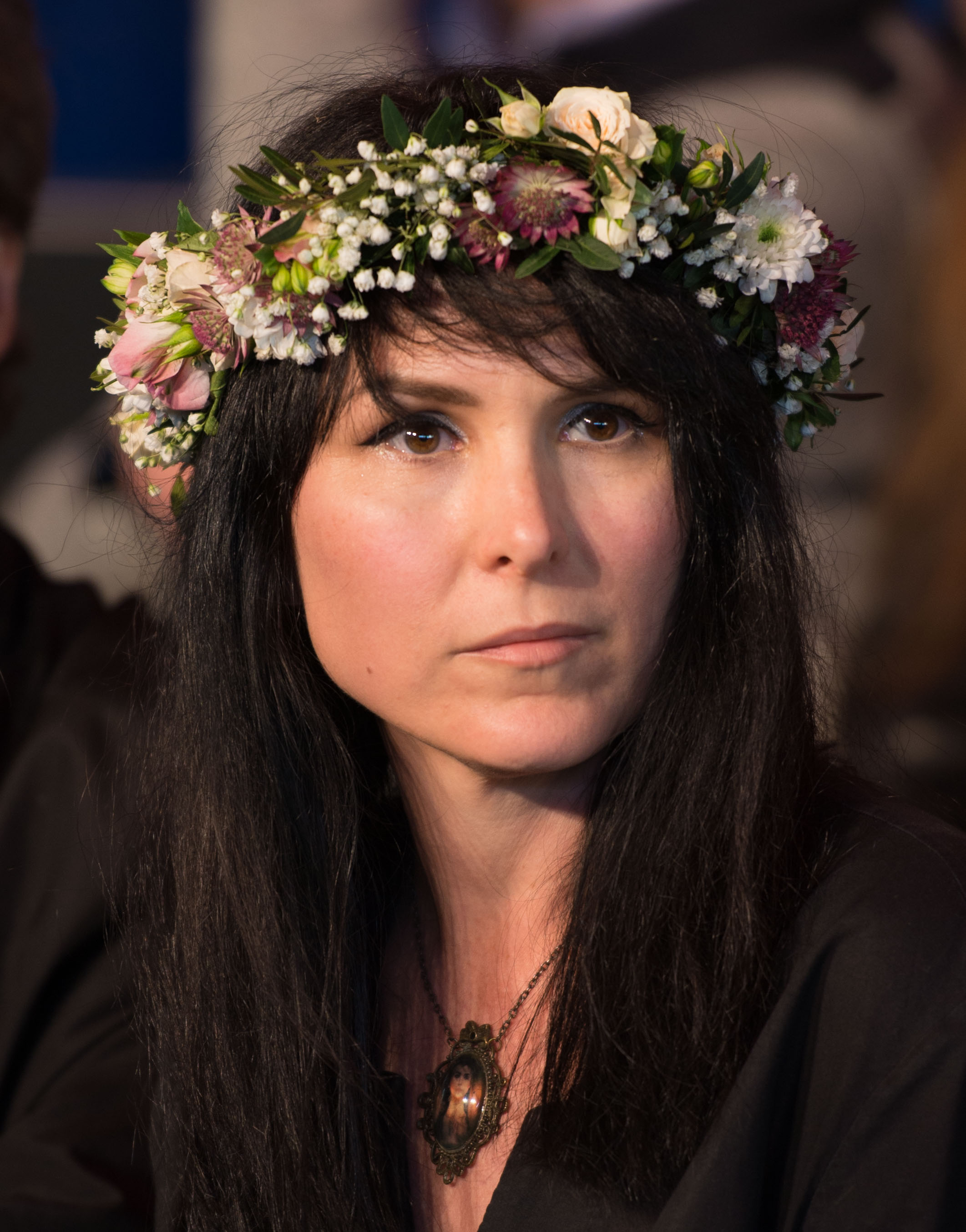
Nina Hemmingsson, 2015.

Nina är ett förnamn främst buret av kvinnor som under lång tid har förekommit runt om i världen. De tidigaste referenserna till namnet kommer från Babylonien där en assyrisk fruktbarhetsgudinna bar namnet. Hon var också beskyddare av staden Nineveh. Namnet har även förekommit bland sydamerikanska indianer, och namnet betyder "eld" på quechua-språk.

## Asien
I Indien är Nina också ett omtyckt namn, med betydelsen "vackra ögon".

## Europa
I Ryssland och Italien har namnet ofta använts som en kortform av namn som slutar på -nina, såsom Giannina och Antonina. Därifrån har namnet spridit sig över resten av Europa, inte sällan även då som kortform till andra namn.
I den finlandssvenska namnsdagslängden har Nina namnsdag 26 oktober sedan 1950, tillsammans med Ninni. Före det hade de båda namnsdag 11 november 1929–1949.

### Användning i Sverige
Den 31 december 2005 fanns det i Sverige 14 314 kvinnor med förnamnet Nina, av dessa hade 11 033 namnet Nina som tilltalsnamn/förstanamn.

## Kända personer med namnet Nina
- Nina Ananiashvili
- Nina Badrić
- Nina Björk
- Nina Burton
- Nina Companeez
- Nina Dobrev
- Nina Einhorn
- Nina Eldh
- Nina von Engeström
- Nina Fex
- Nina Glans
- Nina Gordon
- Nina Gunke
- Nina Habias
- Nina Hagen
- Nina Hartley
- Nina Hemmingsson
- Nina Holmén
- Nina Inhammar
- Nina Kalckar
- Nina Lagergren
- Nina Larsson
- Nina Lizell
- Nina Lundseie
- Nina Lundström
- Nina Morin
- Nina Persson
- Nina Pripp
- Nina Remmer
- Nina Rochelle
- Nina Romasjkova
- Nina Scenna
- Nina Simone
- Nina Sorokina
- Nina Stemme
- Nina Widerberg
- Nina Yunkers
- Nina Źiźic, kroatisk artist
- Nina Rajkovic